# Al Ouidane
Al Ouidane (en àrab الويدان, al-Wīdān; en amazic ⵍⵡⵉⴷⴰⵏ) és una comuna rural de la prefectura de Marràqueix, a la regió de Marràqueix-Safi, al Marroc. Segons el cens de 2014 tenia una població total de 28.194 persones.